# Урняк (Миякинский район)
Урняк (баш. Үрнәк) — деревня в Миякинском районе Республики Башкортостан Российской Федерации. Входит в состав Миякибашевского сельсовета. 

## География

### Географическое положение
Расстояние до:
- районного центра (Киргиз-Мияки): 8 км,
- центра сельсовета (Анясево): 5 км,
- ближайшей ж/д станции (Аксёново): 51 км.

## Население
| 2002 | 2009 | 2010 |
| ---- | ---- | ---- |
| 112  | ↘95  | ↘89  |

Национальный состав
Согласно переписи 2002 года, преобладающие национальности — татары (54 %), башкиры (43 %).